# Assembleia Geral das Nações Unidas
Assembleia Geral das Nações Unidas (AGNU) é um dos seis principais órgãos da Organização das Nações Unidas (ONU) e o único em que todos os países membros têm representação igualitária. Seus poderes são para supervisionar o orçamento da ONU, nomear os membros não permanentes do Conselho de Segurança, receber relatórios de outras instituições da ONU e fazer recomendações sob a forma de resoluções e também mantém vários órgãos subsidiários.
A Assembleia Geral se reúne sob o comando de seu presidente ou secretário-geral em sessões anuais regulares, de setembro a dezembro e depois de janeiro até que todas as questões sejam abordadas (o que muitas vezes é um pouco antes do início da sessão seguinte). Ela também pode se reunir para sessões especiais e de emergência. Sua composição, funções, poderes, votos e procedimentos são estabelecidos no Capítulo IV da Carta das Nações Unidas.
A votação na Assembleia Geral sobre questões importantes - principalmente recomendações sobre a paz e segurança, preocupações orçamentais e eleição, admissão, suspensão ou expulsão de membros - é por maioria de dois terços dos membros presentes e votantes. Outras questões são decididas por maioria simples. Cada país membro tem um voto. Além da aprovação da matéria orçamental, o que inclui a adoção de uma escala de avaliação, as resoluções da Assembleia não são vinculativas para os membros. A Assembleia pode fazer recomendações sobre quaisquer matérias no âmbito das Nações Unidas, exceto sobre questões de paz e segurança, que são responsabilidade do Conselho de Segurança. O sistema de representação política da instituição permite que países que compreendem apenas 5% da população mundial passem uma resolução pelo voto de dois terços.
Durante a década de 1980, a Assembleia tornou-se um fórum para o "diálogo Norte-Sul": a discussão de questões entre países industrializados e países em desenvolvimento. Essas questões vieram à tona por causa do crescimento fenomenal e das mudanças de composição de seus Estados-membros. Em 1945, a ONU tinha 51 membros, enquanto em 2015 havia 193 países que faziam parte da organização, dos quais mais de dois terços são países em desenvolvimento. Por causa de seus números, os países em desenvolvimento são capazes de determinar a agenda da Assembleia (usando grupos de coordenação, como o G77), o caráter de seus debates, bem como a natureza das suas decisões. Para muitos países em desenvolvimento, a ONU é a fonte de grande parte de sua influência diplomática e a principal saída para as suas iniciativas de relações internacionais.

## História

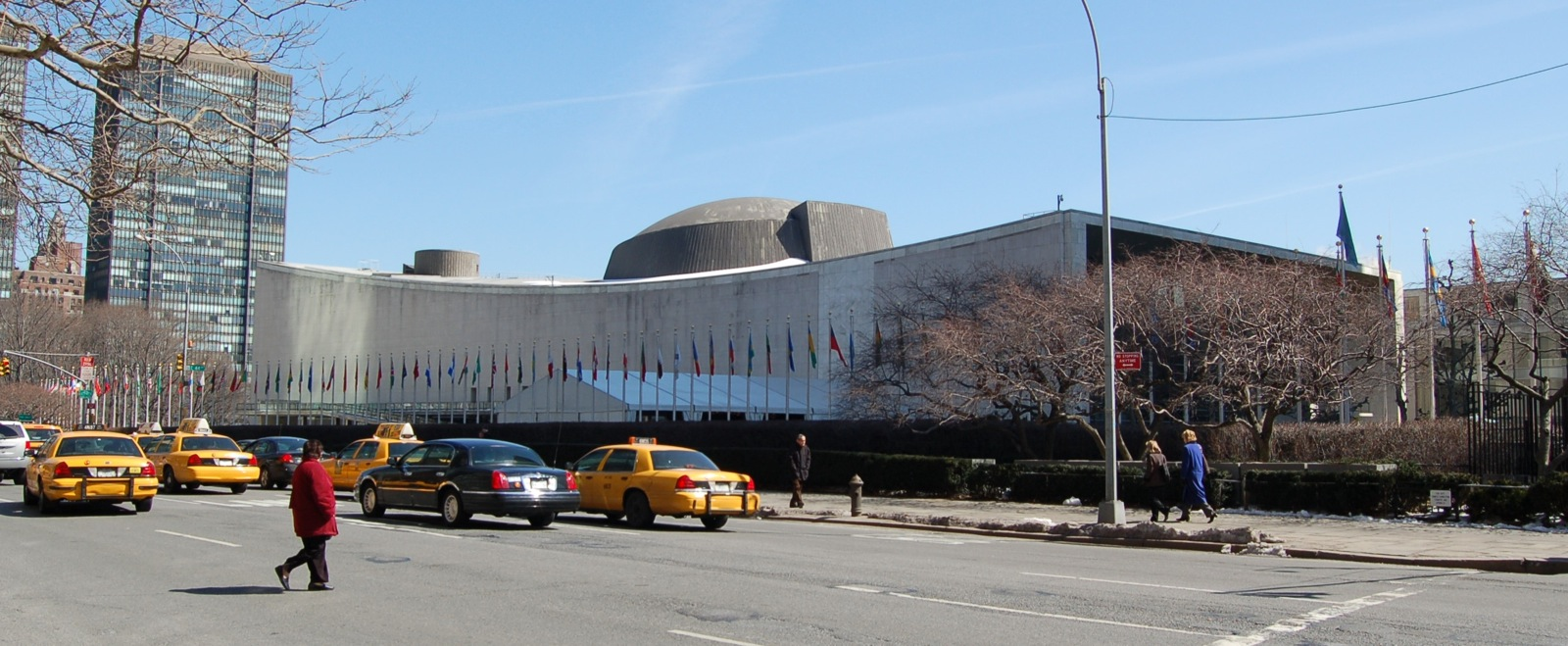
Visão externa da sede da Assembleia Geral

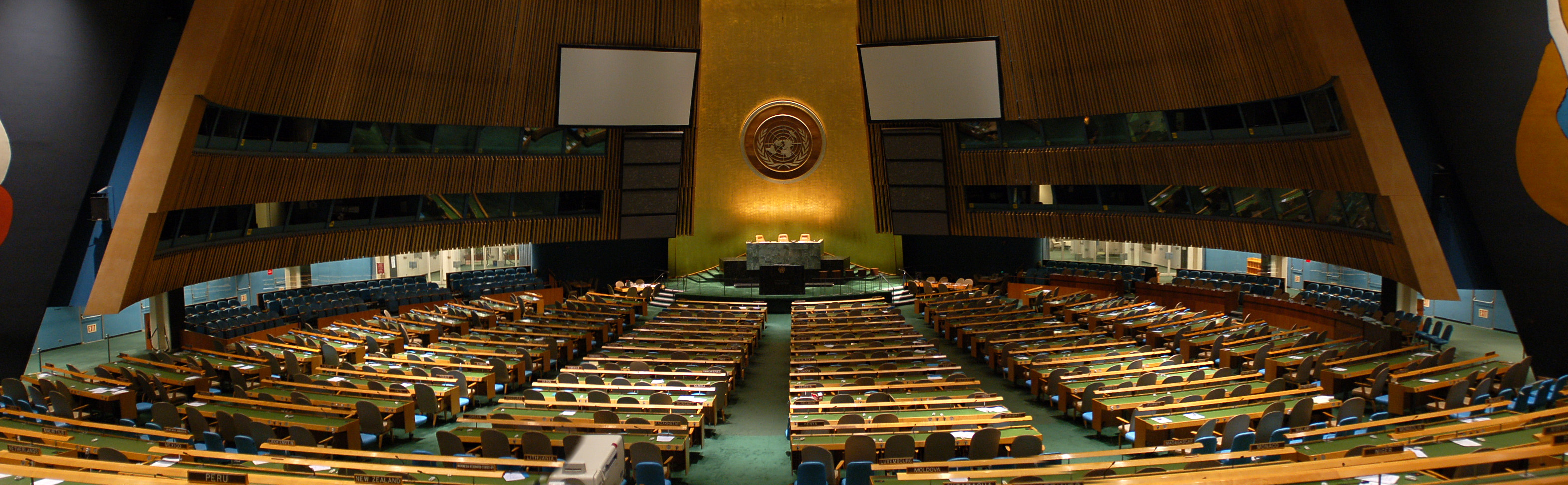
Visão interna

A primeira sessão da Assembleia Geral da ONU foi convocada em 10 de janeiro de 1946 no Westminster Central Hall, em Londres, e contou com representantes de 51 nações. As próximas sessões anuais realizaram-se em cidades diferentes: a segunda sessão em Nova York e a terceira sessão em Paris. Ela mudou-se para a sede das Nações Unidas em Nova Iorque permanentemente no início de sua sétima sessão ordinária anual, em 14 de outubro de 1952. Em dezembro de 1988, a fim de ouvir Yasser Arafat, a Assembleia Geral organizou a sua 29ª sessão no Palácio das Nações, em Genebra, Suíça.

### Ordem dos Discursos
Historicamente, o Brasil sempre faz o primeiro discurso nas Assembleias. A ordem tradicional dos discursos – Brasil primeiro, Estados Unidos em segundo, e depois os demais países, de acordo com um sistema que leva em conta, entre outros critérios, o nível de representação (se é o chefe de Estado quem vai falar, ou um ministro, ou um embaixador) só começou, de fato, em 1955, na Décima Assembleia. Antes disso, México, Estados Unidos, Canadá, Cuba e Filipinas também já haviam feito a abertura.
Fato é que esse "privilégio" dado ao Brasil não é uma regra escrita. Nenhum texto ou norma da ONU determina que os brasileiros sempre façam o discurso inaugural da assembleia. É por isso que, depois do estabelecimento da tradição da ordem dos discursos, a partir de 1955, o Brasil não falou primeiro somente em duas oportunidades: nos anos de 1983 e 1984, o então presidente dos Estados Unidos, Ronald Reagan, discursou antes do representante do Brasil, o então ministro das Relações Exteriores do governo João Figueiredo, Ramiro Saraiva Guerreiro.

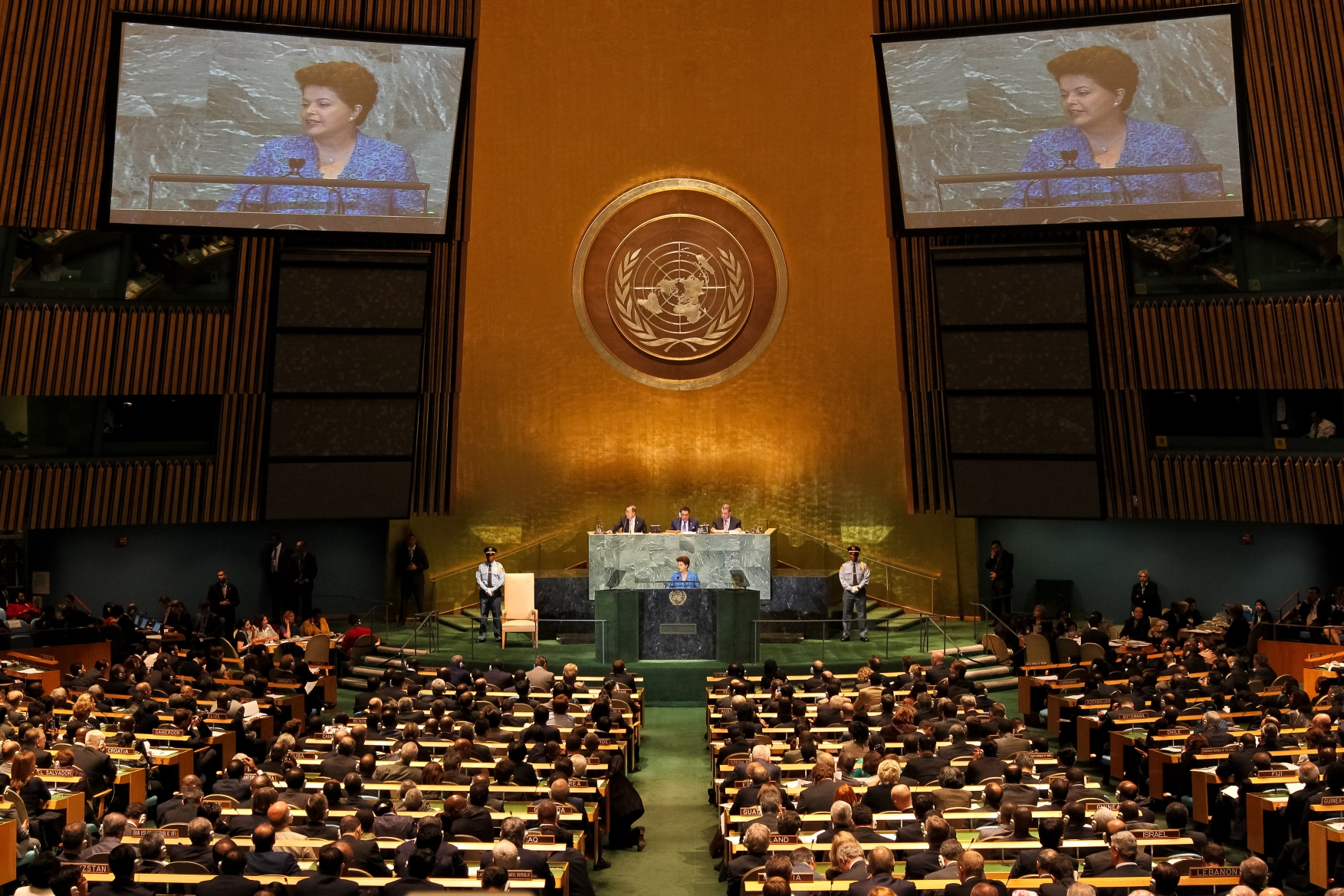
Dilma Rousseff, a então presidente do Brasil, faz o discurso de abertura na 66ª Assembleia Geral em 2011, sendo a primeira mulher a abrir uma sessão da ONU

A explicação usual é que os EUA falam em segundo lugar por serem o anfitrião da Assembleia, e o Brasil, em primeiro, em reconhecimento ao papel desempenhado pelo brasileiro Oswaldo Aranha (1894-1960) nos primórdios da Organização das Nações Unidas. Ele presidiu a Primeira Assembleia Geral Especial das Nações Unidas, realizada em 1947, e a Segunda Assembleia Geral Ordinária, no mesmo ano. Essas duas reuniões tiveram o papel histórico de determinar – por meio da resolução 181 da Assembleia Geral – a partição da Palestina entre árabes e judeus, abrindo caminho para a criação do Estado de Israel.
Em 2012, porém, o colunista do New York Times, Michael Pollack ofereceu uma interpretação alternativa para a ordem dos discursos. Segundo ele “o astro principal geralmente tem um show de abertura. A Assembleia Geral é um lugar lotado, com delegados de 193 Estados-membros ainda chegando e procurando seus lugares durante os pronunciamentos iniciais. O discurso do Brasil oferece um modo diplomático de todo mundo se ajeitar para o que costuma ser a atração principal: o presidente dos Estados Unidos”.

## Organização

Divisão da AGNU:
Grupo África
Grupo Ásia-Pacífico
Grupo Europa Oriental
Grupo América Latina e Caribe
Grupo Europa Ocidental e Outros

### Eleições
A Assembleia Geral vota em eleições para os dez membros não permanentes do Conselho de Segurança das Nações Unidas. Estas eleições ocorrem a cada ano e os Estados-membros têm mandato de dois anos, sendo que a cada ano cinco são substituídos. Os candidatos são selecionados por seus grupos regionais.
A Assembleia Geral também elege os membros do Conselho Econômico e Social, da Organização das Nações Unidas para o Desenvolvimento Industrial e alguns dos membros do Conselho de Tutela. A Assembleia Geral nomeia o Secretário-Geral das Nações Unidas sobre a recomendação do Conselho de Segurança, e adota normas que regem a administração da Secretaria. Juntamente com o Conselho de Segurança, a Assembleia Geral elege juízes para o Tribunal Internacional de Justiça em Haia.

### Sessões especiais
As sessões especiais podem ser convocadas a pedido do Conselho de Segurança das Nações Unidas, pela maioria dos Estados-membros das Nações Unidas, ou, se a maioria concordar, de um único membro. Uma sessão especial foi realizada em outubro de 1995 para comemorar o 50º aniversário da ONU. Outra sessão especial foi realizada em setembro de 2000 para comemorar o milênio; ela apresentou uma sessão especial sobre os Objetivos de Desenvolvimento do Milênio. Outra reunião foi novamente realizada para discutir e admitir propostas para a crise do HIV/AIDS em 2001.

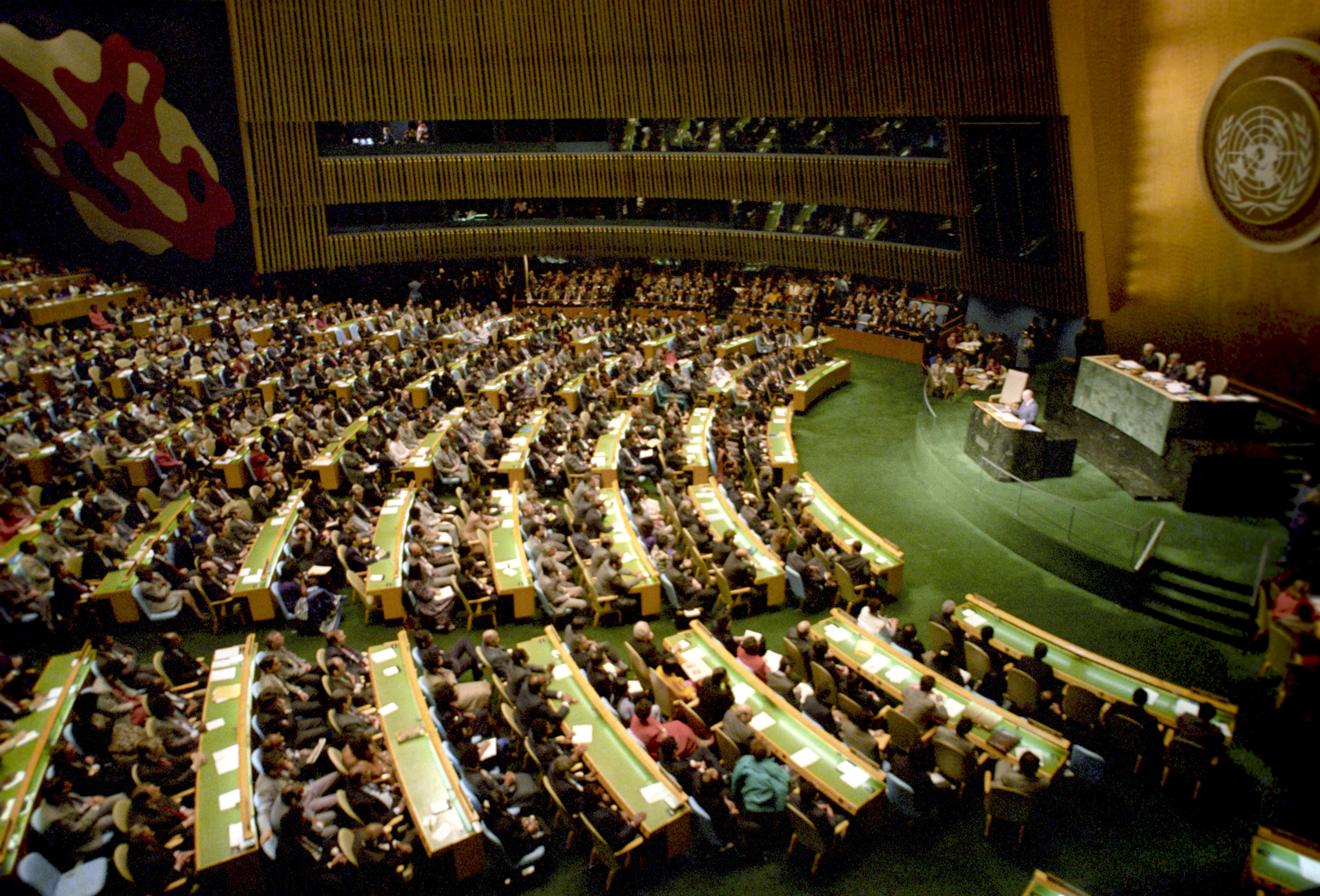
Mikhail Gorbachev discursa na Assembleia Geral em 1988

Uma outra sessão especial (Cúpula Mundial de 2005) foi realizada em setembro de 2005 para comemorar o 60º aniversário da ONU. A sessão avaliou o progresso sobre dos Objetivos do Milênio e discutiu as propostas de Kofi Annan. Outra sessão especial foi realizada em 2014 para discutir a População e o Desenvolvimento, na sequência da Conferência Internacional sobre População e Desenvolvimento de Ação. Uma outra sessão especial será realizada em 2016, desta vez sobre a discussão da guerra contra as drogas e propostas para reconsiderar os tratados internacionais sobre narcóticos, como a Convenção Única sobre Entorpecentes, bem como a forma de lidar com o tratamento medicamentoso, reabilitação, etc.
Na primeira Sessão Especial da Assembleia Geral das Nações Unidas, realizada em 1947, Osvaldo Aranha, então presidente da Sessão Especial, começou uma tradição que se manteve até hoje em que o primeiro orador neste importante fórum internacional é sempre um brasileiro.

## Órgãos subsidiários
Os órgãos subsidiários da Assembleia Geral dividem-se em cinco categorias: comissões (30 no total, seis principais), comissões (seis), conselhos (sete), conselhos (quatro) e painéis (um), grupos de trabalho e "outros".

### Comitês

#### Principais comitês
Os principais comitês são ordinalmente numerados, 1–6:
- O Primeiro Comitê: Desarmamento e Segurança Internacional está preocupado com o desarmamento e questões de segurança internacional relacionadas
- O Segundo Comité: Econômico e Financeiro ocupa-se das questões económicas
- O Terceiro Comitê: Social, Cultural e Humanitário lida com questões sociais e humanitárias
- O Quarto Comitê: Política Especial e Descolonização lida com uma variedade de assuntos políticos não tratados pelo Primeiro Comitê, bem como com a descolonização
- O Quinto Comitê: Administrativo e Orçamentário trata da administração e do orçamento das Nações Unidas
- O Sexto Comitê: Questões jurídicas

Os papéis de muitos dos principais comitês mudaram ao longo do tempo. Até o final da década de 1970, o Primeiro Comitê era o Comitê Político e de Segurança e também havia um número suficiente de assuntos "políticos" adicionais que um comitê principal adicional, sem número, chamado Comitê Político Especial, também estava. O Quarto Comitê anteriormente tratava de assuntos de Tutela e Descolonização. Com o número decrescente de tais assuntos a serem tratados à medida que os territórios de confiança alcançaram a independência e o movimento de descolonização progrediu, as funções do Comitê Político Especial foram fundidas no Quarto Comitê durante a década de 1990.
Cada comissão principal é composta por todos os membros da Assembleia Geral. Cada um elege um presidente, três vice-presidentes e um relator no início de cada sessão ordinária da Assembleia Geral.

#### Outros comitês
Estes não são numerados. De acordo com o site da Assembleia Geral, os mais importantes são:
- Comitê de Credenciais – Este comitê é encarregado de garantir que as credenciais diplomáticas de todos os representantes da ONU estejam em ordem. O Comité de Credenciais é composto por nove Estados-Membros eleitos no início de cada sessão ordinária da Assembleia Geral.
- Comissão Geral – Trata-se de uma comissão de fiscalização encarregada de garantir que toda a reunião da Assembleia transcorra sem problemas. O Comitê Geral é composto pelo presidente e vice-presidentes da atual sessão da Assembleia Geral e pelo presidente de cada um dos seis Comitês Principais.

Outras comissões da Assembleia Geral são enumeradas.

### Comissões
Existem seis comissões:
- Comissão de Desarmamento das Nações Unidas, criada pela Resolução 502 (VI) e S-10/2 da AG
- Comissão Internacional da Função Pública, criada pela Resolução 3357 (XXIX) da AG
- Comissão de Direito Internacional, instituída pela Resolução 174 (II) da AG
- Comissão das Nações Unidas para o Direito do Comércio Internacional (UNCITRAL), criada pela Resolução 2205 (XXI) da AG
- Comissão de Conciliação das Nações Unidas para a Palestina, criada pela Resolução 194 (III) da AG
- Comissão de Consolidação da Paz das Nações Unidas, criada pela Resolução 60/180 da AG e pelas Resoluções 1645 (2005) e 1646 (2005) do Conselho de Segurança das Nações Unidas

Apesar do nome, a antiga Comissão de Direitos Humanos das Nações Unidas (UNCHR) era, na verdade, um órgão subsidiário do ECOSOC.

### Diretorias
Existem sete conselhos que são categorizados em dois grupos: a) Diretorias e b) 

#### Diretorias Executivas
1. Conselho Executivo do Fundo das Nações Unidas para a Infância, instituído pelas Resoluções 57 (I) e 48/162 da AG
2. Conselho Executivo do Programa das Nações Unidas para o Desenvolvimento e do Fundo de População das Nações Unidas, instituído pelas Resoluções 2029 (XX) e 48/162 da AG
3. Conselho Executivo do Programa Alimentar Mundial, instituído pela Resolução 50/8 da AG

#### Diretorias
1. Conselho Fiscal, instituído pela Resolução 74 (I) da AG
2. Conselho de Comércio e Desenvolvimento, criado pela Resolução 1995 (XIX) da AG
3. Conselho Conjunto de Pensões do Pessoal das Nações Unidas, criado pela Resolução 248 (III) da AG
4. Conselho Consultivo em Matéria de Desarmamento, instituído pela Resolução GA 37/99 K

### Conselhos
O mais novo conselho é o Conselho de Direitos Humanos das Nações Unidas, que substituiu o já mencionado UNCHR em março de 2006.
Há um total de quatro conselhos e um painel.

### Grupos de Trabalho e outros
Há um grupo variado de grupos de trabalho e outros órgãos subsidiários.